# Erdei iszalag
Az erdei iszalag (Clematis vitalba) a boglárkavirágúak (Ranunculales) rendjébe, ezen belül a boglárkafélék (Ranunculaceae) családjába tartozó faj; a néhány közép-európai kúszónövényfaj egyike. Egyes vidékeken folyondárnak is nevezik.
A Clematis nemzetség típusfaja.

## Előfordulása
Közép-Európától, délen Olaszországig, illetve a Balkánon keresztül Anatóliáig honos.

## Változatai
- Clematis vitalba var. grata (Maxim.) Finet & Gagnep.
- Clematis vitalba var. angustiloba Schur, Enum. Pl. Transsilv. 1. 1866.
- Clematis vitalba var. vitalba

## Megjelenése

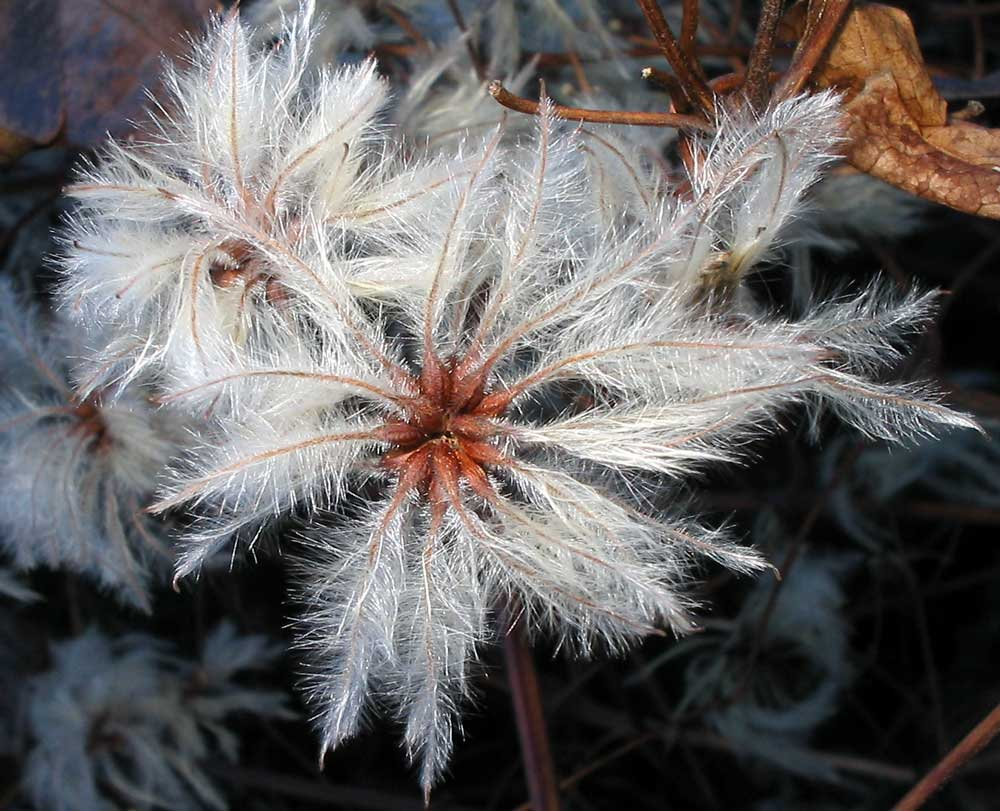
Terméscsoportok

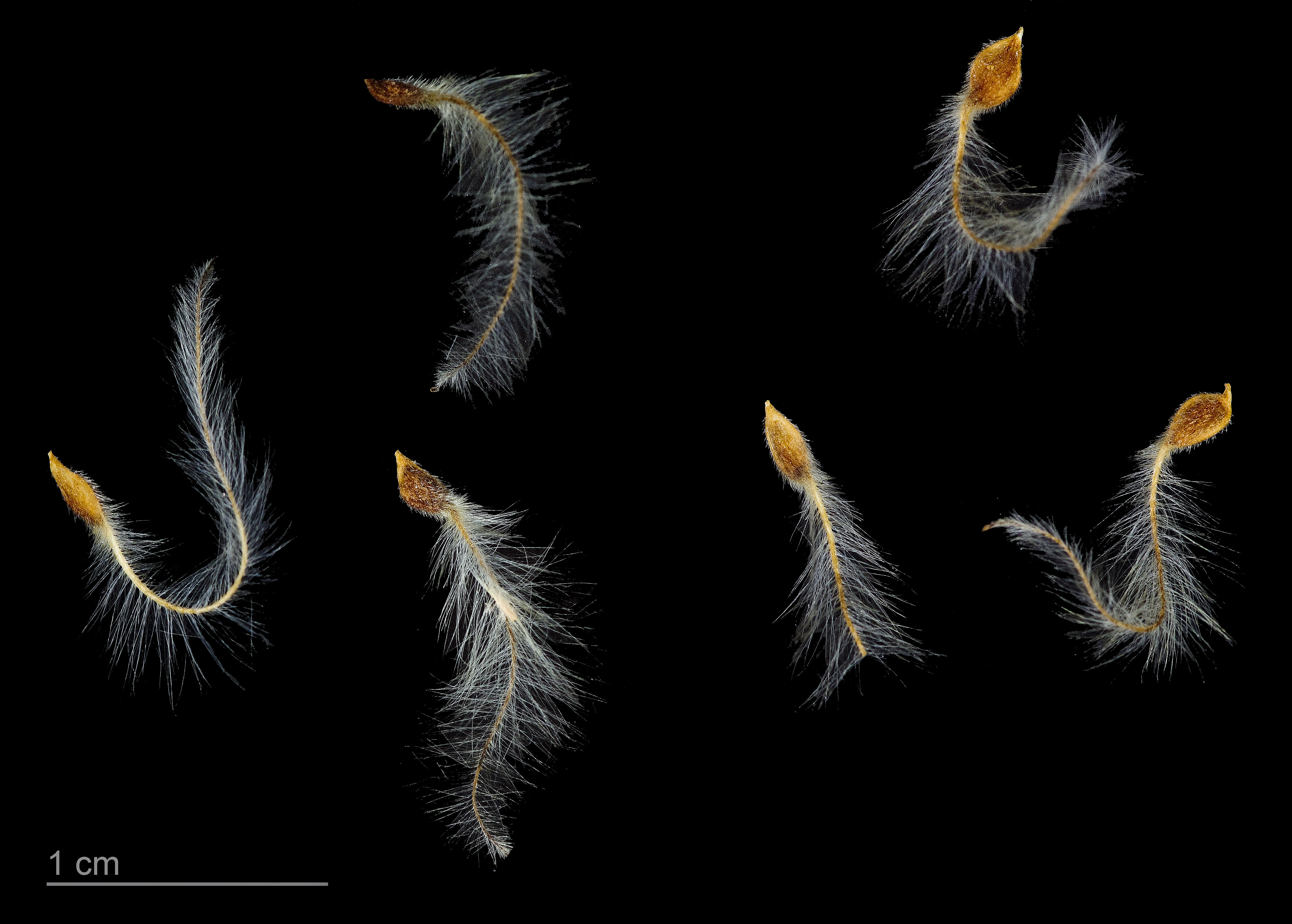
Magjai

10 méternél magasabbra is felkapaszkodó, elfásodott szárú, évelő, lombhullató kúszónövény. Csavarodó szárán kívül kacsszerűen behajló levélnyelével is kapaszkodik. Ágai szögletesek vagy barázdáltak, a fák törzsén és koronájában nagy felületeket elborítanak. Az idős ágak karvastagságúak, kérgük szürke, szabálytalanul lehámló.
Az átellenesen  álló levelek páratlanul szárnyaltak, többnyire öttagúak; a levélkék tojásdad lándzsásak, durván fűrészesek vagy ép szélűek, 3–10 centiméter hosszúak és 4–6 centiméter szélesek. A teljes lepellevél molyhosan szőrös.
A krémszínű, 2–3 centiméter széles, gyengén illatos, sokporzójú virágok a levelek hónaljában, gazdag bogernyőkben nyílnak. Egy-egy virágnak rendszerint 4–5 sziromlevele van.
Fehér, gyapjúgomolyagszerűen szőrös terméscsoportjairól fehérvénicnek is nevezik. Mindegyik termés piheszerű bibeszáron nő.

## Életmódja
Melegkedvelő, ezért a Kárpát-medencében csak szórványosan fordul elő. Hosszú életű. A nyirkos erdőket, erdőszéleket, ligeteket, cserjéseket és sövényeket, a meszes talajt kedveli. Fényigényes. A síkságoktól 1500 méter magasságig nő.
Június–júliusban virágzik (egyes években augusztusig is). Termései télen az indákon maradnak.

## Hatóanyagai
Kevés triterpén-szaponint tartalmaz; a friss növény protoanemonint is.

## Felhasználása
A friss növény a bőrt irritálja, súlyosabb esetben gyulladást, hólyagosodást válthat ki, elfogyasztva a vesét és a bélrendszert izgatja. A homeopátiában a zöld részeket igen ritkán, például felületes lábszárfekély gyógyítására használják fel.

## Hibridjei
- Clematis × fargesioides hort. (Cleamtis potaninii × Clematis vitalba)
- Clematis × jouiniana C.K.Schneid. (Clematis heracleifolia × Clematis vitalba)
- Clematis × stricta Wender. (?Clematis recta × Clematis vitalba)

## Képek

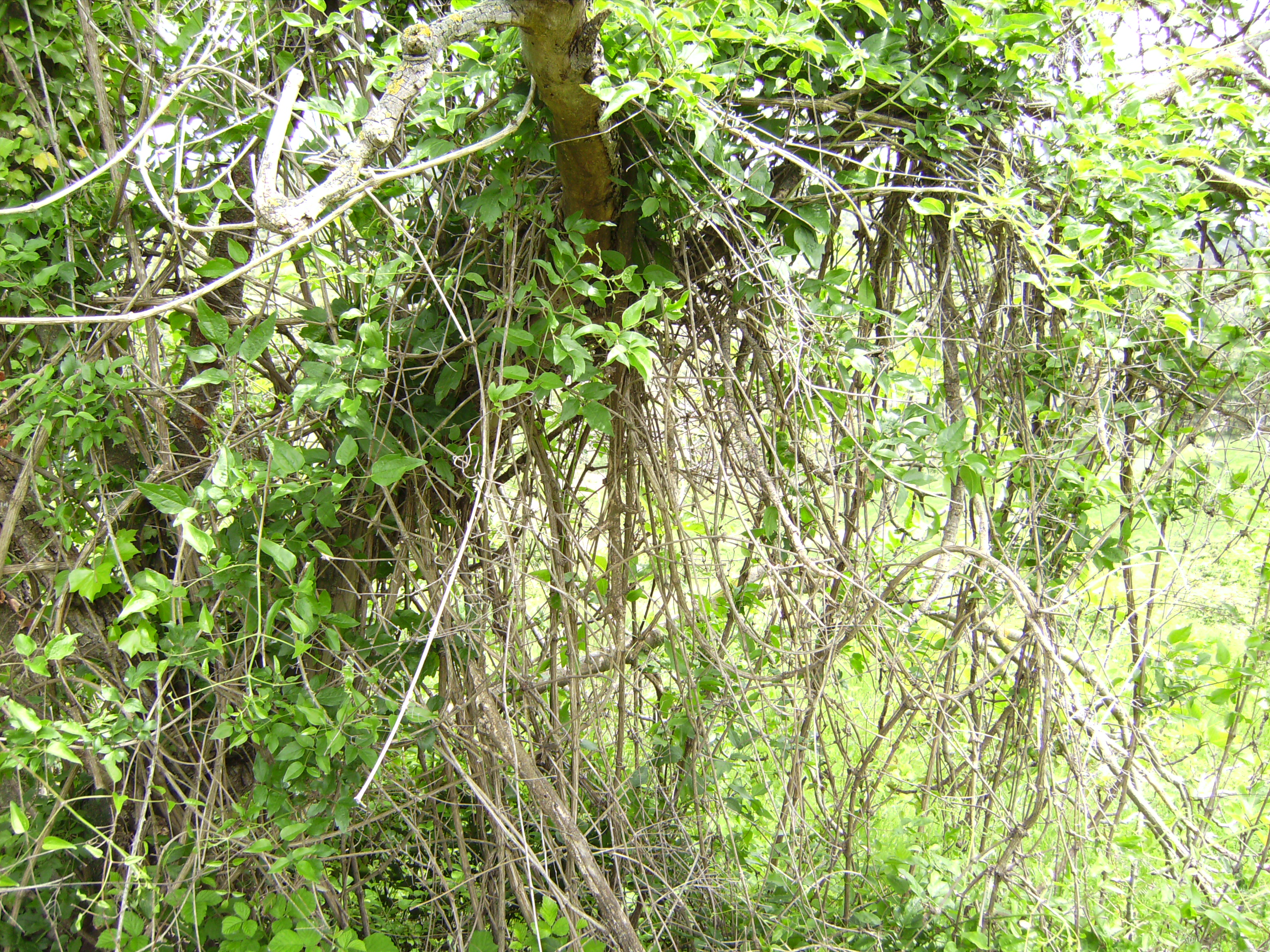
A növény
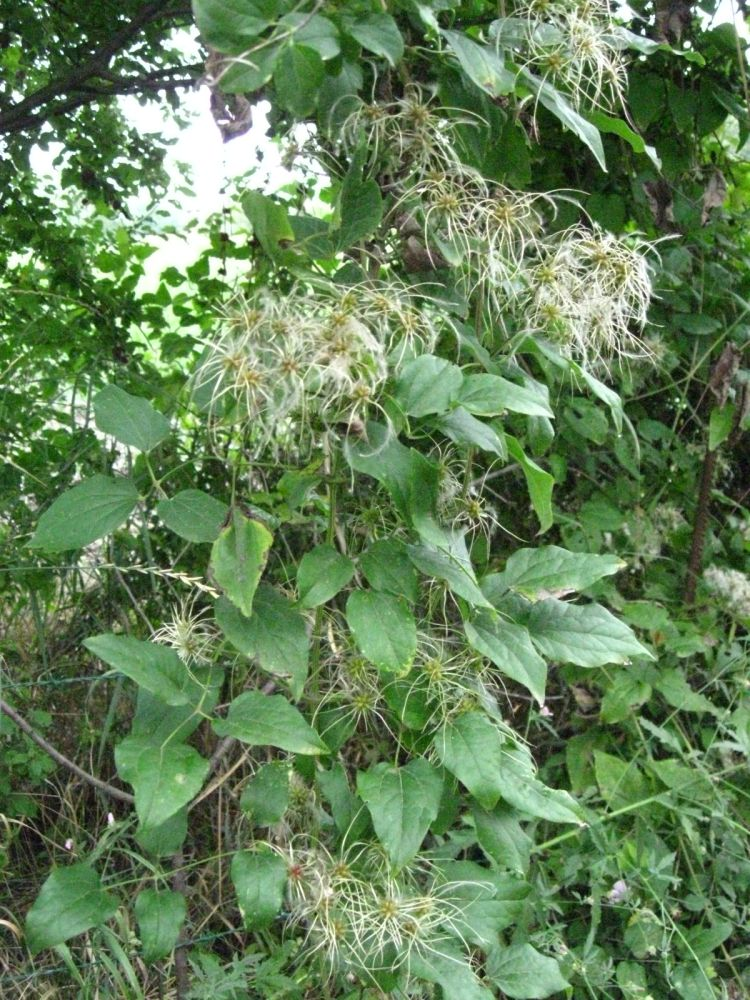
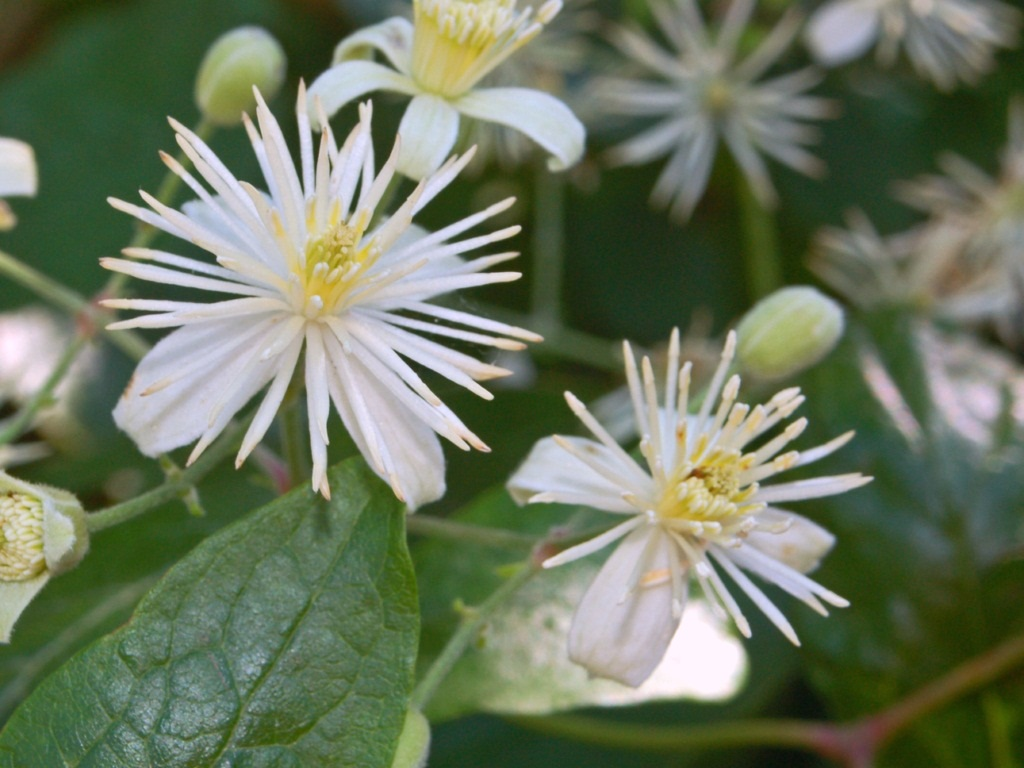
Virágai
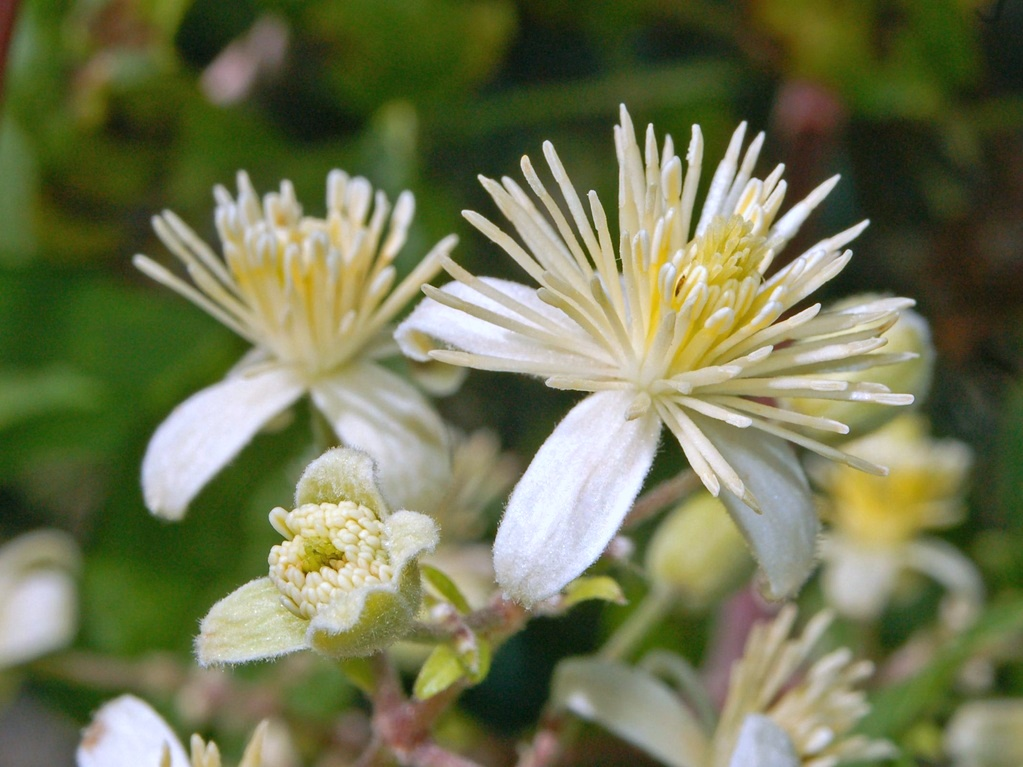
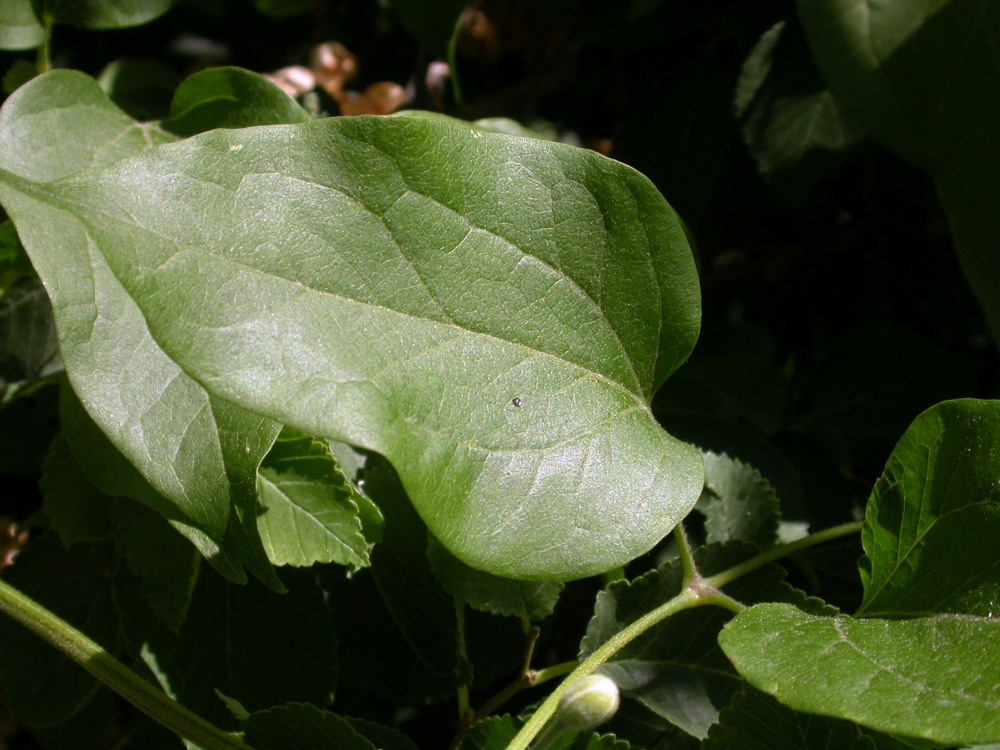
Levele
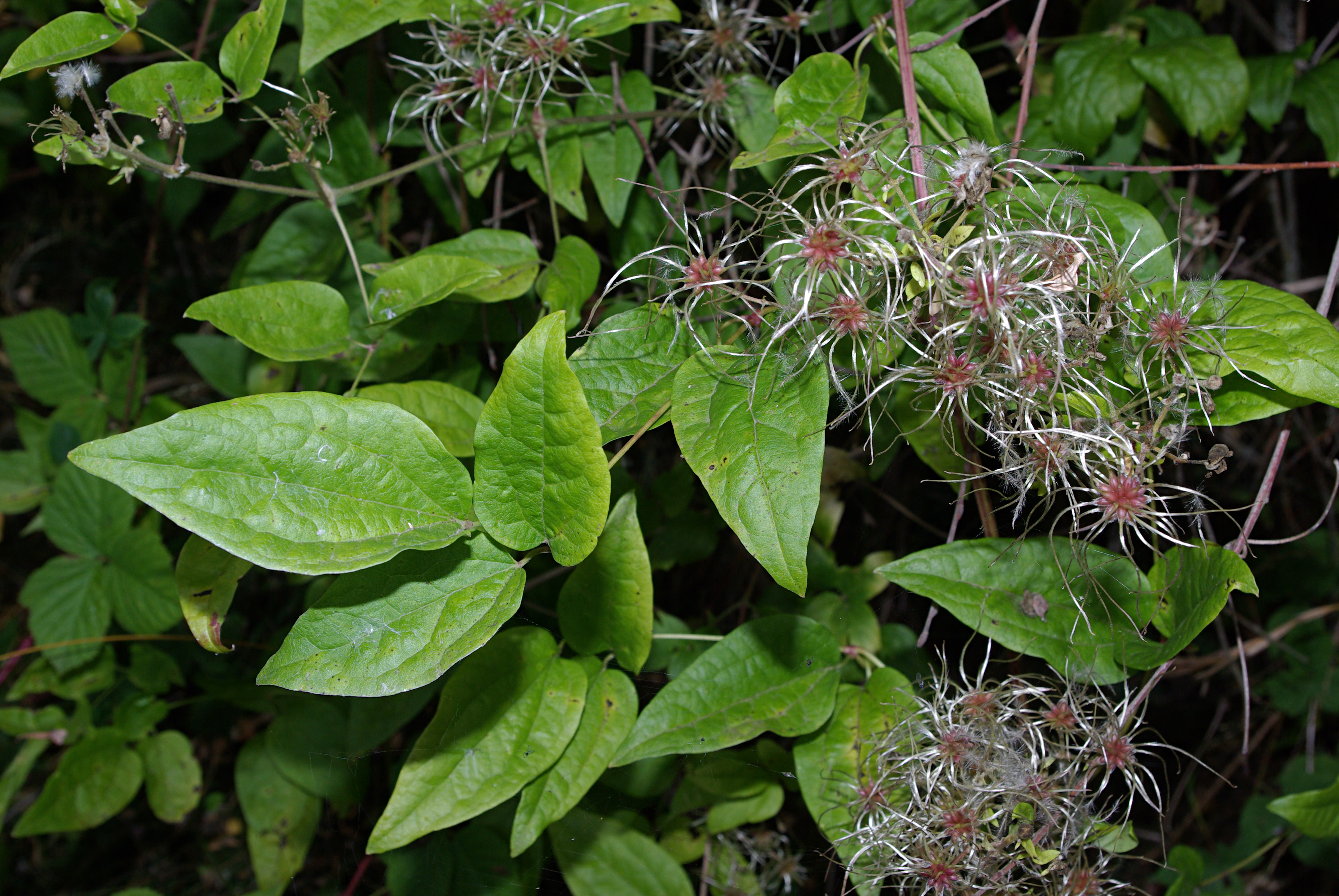
Levelei és termései
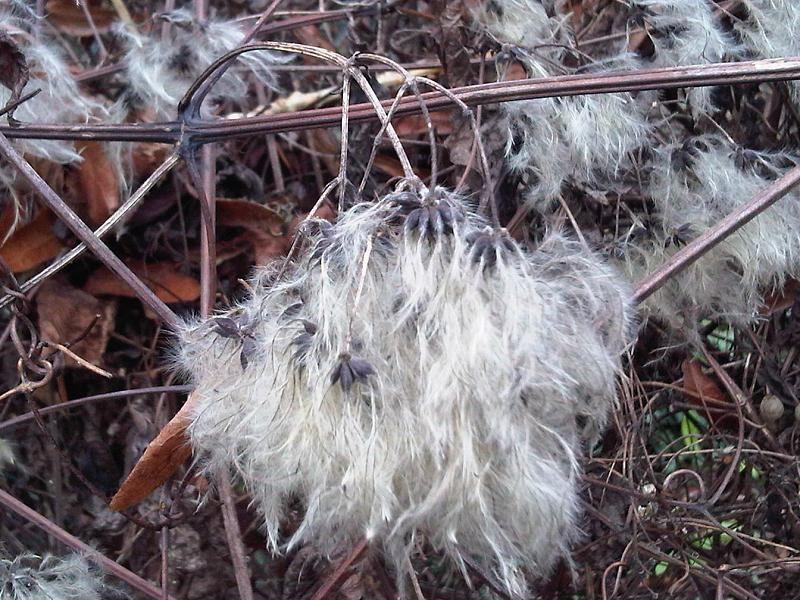
Termései télen
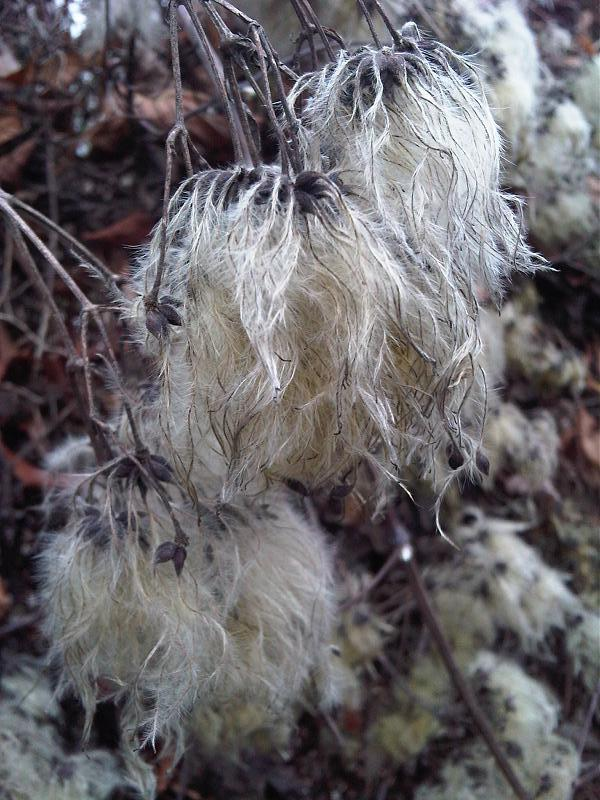
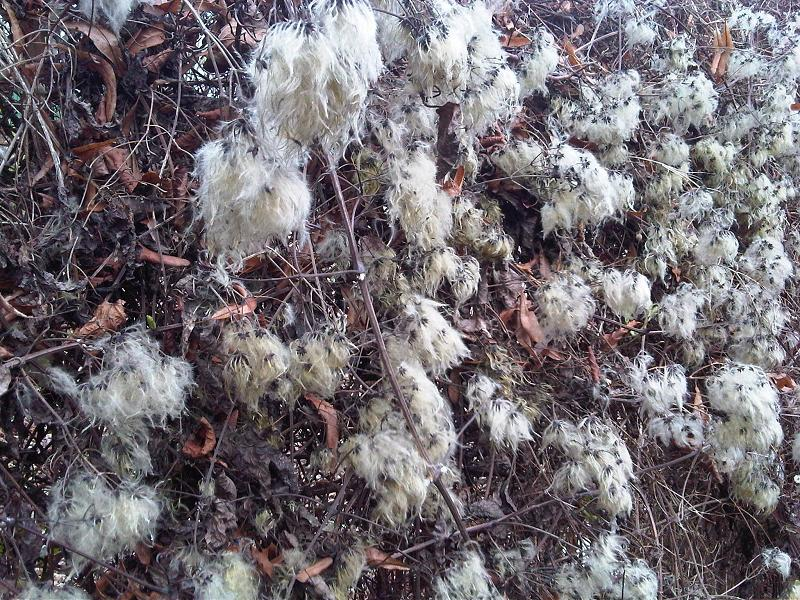
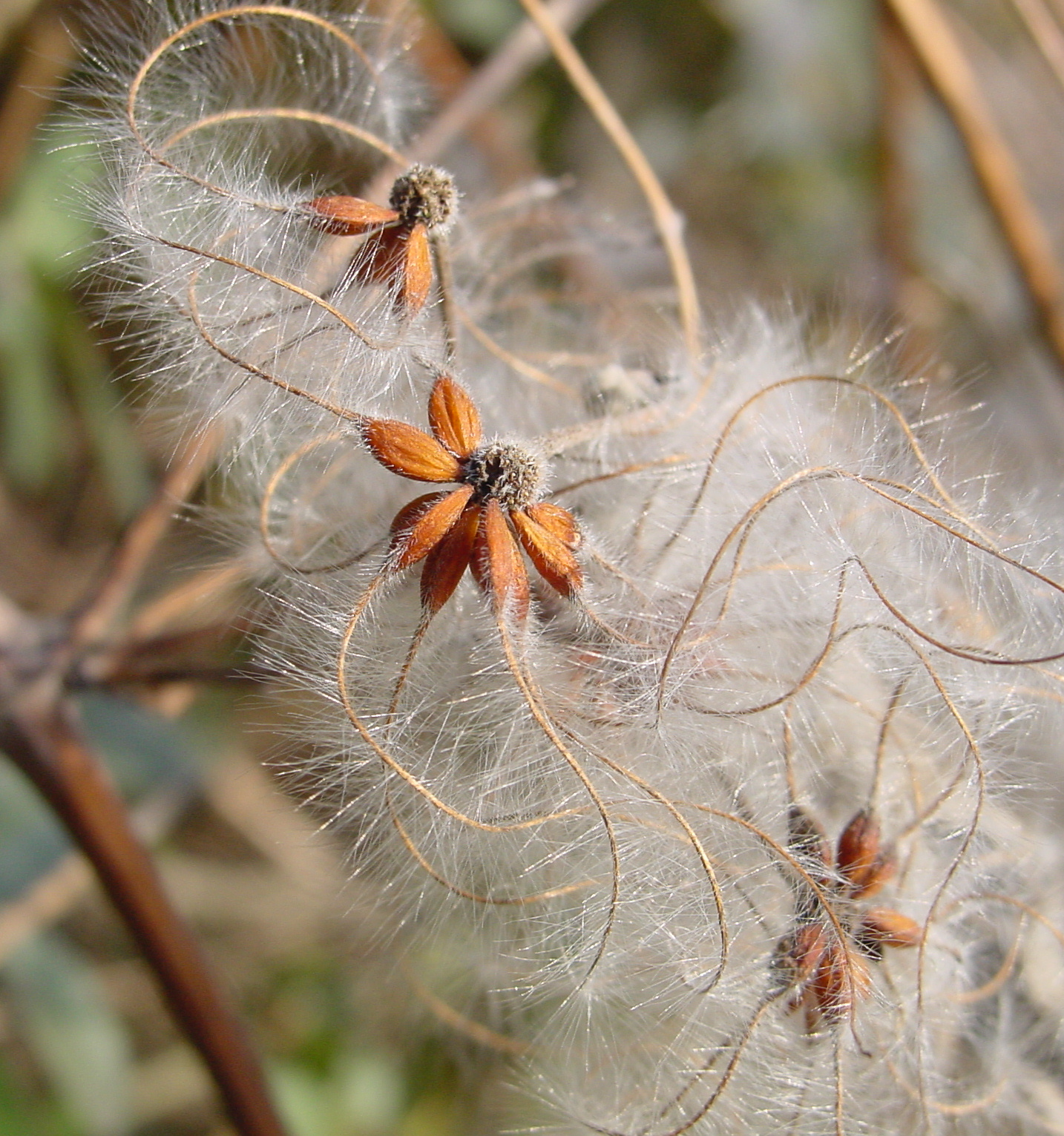
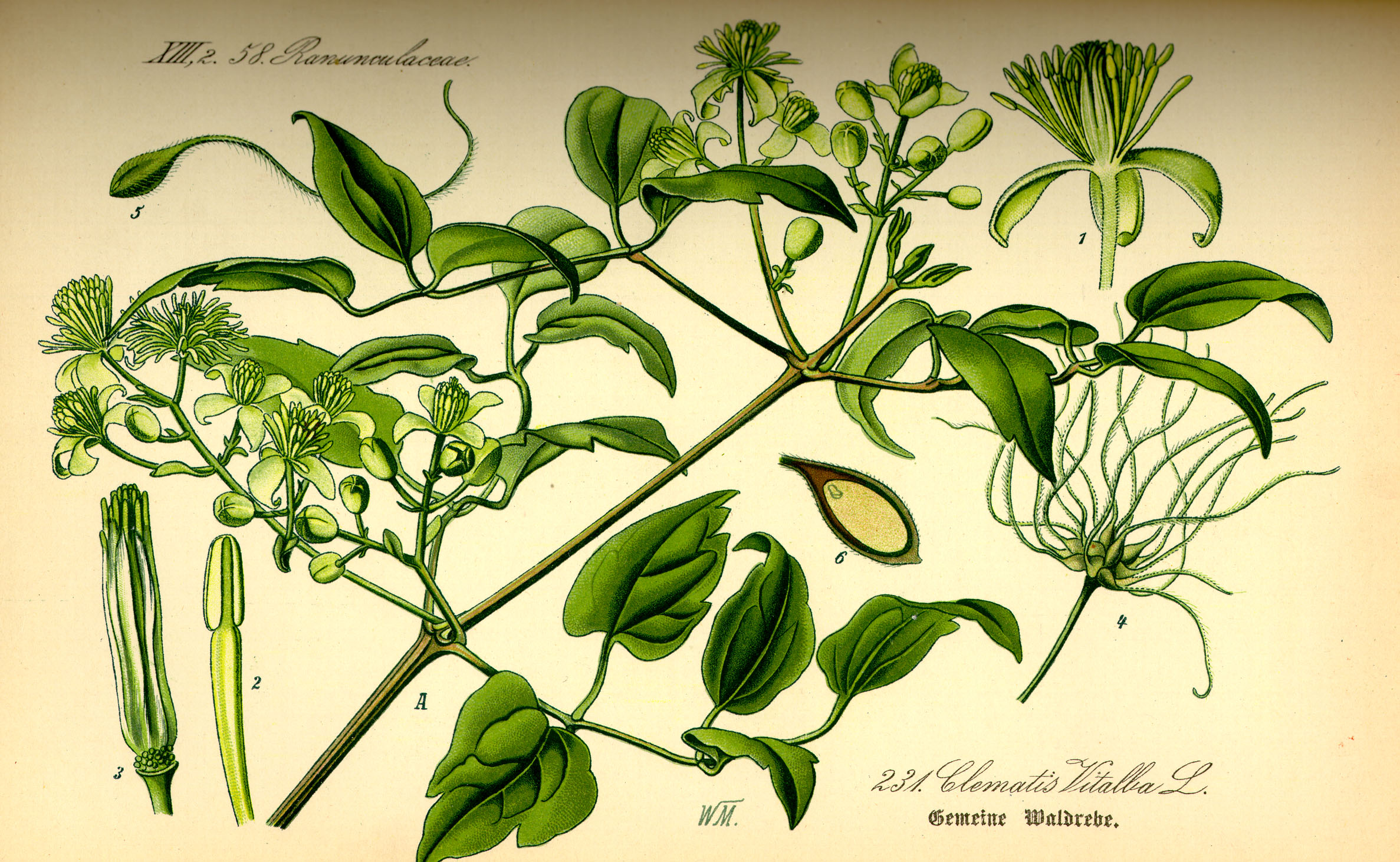
Rajz a növényről